# Noel Schajris
Nahuel Schajris Rodríguez (Buenos Aires, 19 de julho de 1974), conhecido pelo nome artístico Noel Schajris,  é um compositor e cantor argentino naturalizado mexicano.
Formou junto com Leonel García a dupla Sin Bandera, que teve seu fim em 2009. No mesmo ano, Noel lançou seu terceiro álbum solo, Uno No es Uno.

## Biografia

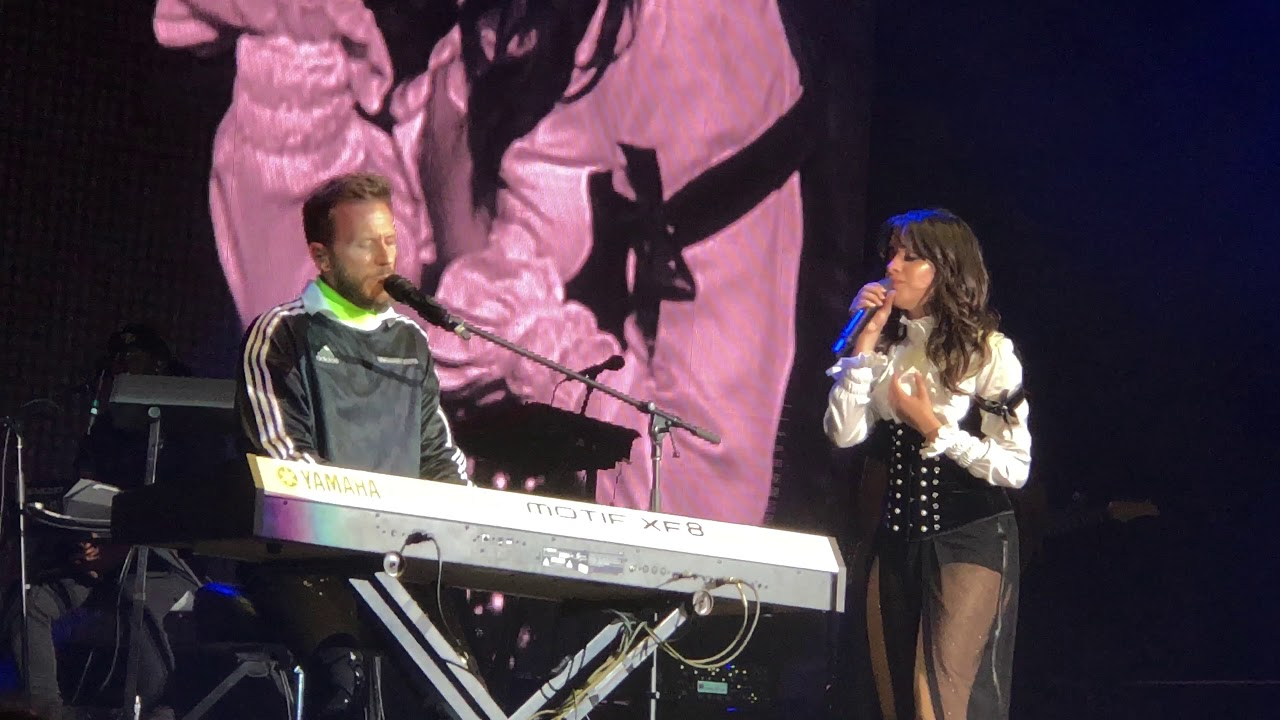
Schajris com Camila Cabello em 2018.

Noel lançou seu primeiro disco solo em 1999 com o título de "Cita en las nubes". Pouco tempo depois, conheceu o mexicano Leonel García e em 2000 formaram a dupla Sin Bandera. Ambos se davam muito bem e gostavam de cantar, Leonel tocava violão e Noel piano. Em 2001 lançaram seu primeiro álbum chamado Sin Bandera. A este primeiro disco se somaram mais 3: De Viaje, Mañana e Pasado. 
Em junho de 2007, Sin Bandera anunciou a todos os seus seguidores a separação e lançaram Hasta ahora, um último disco onde reuniram os grandes sucessos. O fim da dupla significou uma grande mudança na carreira musical de Noel. Depois do último show como integrante da dupla, Noel não saiu de cena, já que aceitou convites de muitos colegas e amigos como Victor Manuelle, Ricardo Montaner, Luis Fonzi y Franco De vita.
Em setembro de 2009, Noel Schajris lança seu segundo disco solo e o primeiro depois da separação do Sin Bandera, chamado Uno no es uno e conta com as colaborações de artistas como Aleks Syntek no piano, Sergio (guitarrista de Maná), Jaques Morelenbaum, violoncelista brasileiro, e Tony Levin, baixista de Peter Gabriel. Além disso, Uno no es uno inclui duetos com Luis Fonsi e Yuridia.
Para a elaboração dos temas deste material, Noel compôs 50 canções aproximadamente, dessas ficaram somente 13, que em palavras do músico são: "las mejores". Com o álbum uno no es uno, Noel adquiriu disco de Ouro no México e na Venezuela.
Em 2011 apareceu como juiz de música em Pequenos Gigantes (Pequeños Gigantes) junto a María José, Manuel "El Flaco" Ibáñez, Pierre Angelo, Raquel Ortega (Bailarina Espanhola), Bianca Marroquín (atriz de teatro). Ainda nesse mesmo ano, Noel esteve como jurado no Festival de Viña del Mar, Chile, onde colaborou com Alejandro Sanz na canção "Lola Soledad".

## Discografia

### Carreira solo
- 1999: Cita en las Nubes
- 2009: Uno No es Uno
- 2011: Grandes Canciones
- 2014: Verte nacer
- 2020: Mi presente
- 2023: Siempre lo supe

### Com Sin Bandera
- 2002: Sin bandera
- 2003: De viaje
- 2005: Mañana
- 2006: Pasado
- 2007: Hasta ahora
- 2009: Reanuedo
- 2016: Una última vez
- 2017: Primera fila: Una última vez
- 2022: Frecuencia